# Pontbriand (Québec)
Pour les articles homonymes, voir Pontbriand.
Pontbriand est une ancienne municipalité du Québec qui a été annexée à la ville de Thetford Mines en 2001, dans la MRC des Appalaches et dans la région administrative de la Chaudière-Appalaches. Elle est aujourd'hui un secteur de la ville de Thetford Mines.

## Histoire
Bien que fondée officiellement en 1909, l'histoire commence quelques années auparavant, à l'époque le docteur James Reed avait obtenu du gouvernement la presque totalité du territoire de la municipalité qu'il revendait par la suite aux habitants. La première ligne téléphonique de l'endroit est installée en 1907 bien que peu de familles ont alors accès à un téléphone. Les lignes électriques font quant à elles apparitions à partir de 1938 pour être finalisées en 1939. 

## Administration
| Période | Période | Identité         | Étiquette | Qualité |
| ------- | ------- | ---------------- | --------- | ------- |
| 1909    | 1914    | Joseph O. Landry |           |         |
| 1914    | 1915    | Joseph Fugère    |           |         |
| 1915    | 1917    | Édouard Cyr      |           |         |
| 1917    | 1919    | Joseph Toussaint |           |         |
| 1919    | 1923    | Pierre Lemieux   |           |         |
| 1923    | 1933    | Omer Lachance    |           |         |
| 1933    | 1937    | Valère Payeur    |           |         |
| 1937    | 1943    | Edmond Fugère    |           |         |
| 1943    | 1943    | Ludgère Bolduc   |           |         |
| 1943    | 1949    | Arthur Landry    |           |         |
| 1949    | 1949    | Edmond Fugère    |           |         |
| 1949    | 1961    | Etanas Pomerleau |           |         |
| 1961    | 1969    | Joseph Nadeau    |           |         |
| 1969    | 1973    | Rosaire Côté     |           |         |
| 1973    | 1977    | Gérard Carrier   |           |         |
| 1977    | 1989    | Georges Nadeau   |           |         |
| 1989    | 2001    | Raymond Cimon    |           |         |

## Chronologie
- 1er janvier 1910 : Création de la paroisse de Saint-Antoine de Pontbriand du détachement de la municipalité de canton de Thetford-Partie-Nord.
- 15 mars 1969 : La municipalité de la paroisse prend le nom de Saint-Antoine-de-Pontbriand.
- 7 février 1987 : La paroisse de Saint-Antoine-de-Pontbriand change son nom et son statut pour devenir la municipalité de Pontbriand.
- 17 octobre 2001 : La municipalité de Pontbriand est annexée à la ville de Thetford Mines.